# 6-Metilsalicilatna dekarboksilaza
6-Metilsalicilatna dekarboksilaza (EC 4.1.1.52, 6-metilsalicilna kiselina (2,6-krezotinska kiselina) dekarboksilaza, 6-MSA dekarboksilaza, 6-metilsalicilatna karboksilijaza) je enzim sa sistematskim imenom 6-metilsalicilat karboksilijaza (formira 3-metilfenol). Ovaj enzim katalizuje sledeću hemijsku reakciju
6-metilsalicilat {\displaystyle \rightleftharpoons } 3-metilfenol + CO2

## Literatura
- Nicholas C. Price; Lewis Stevens (1999). Fundamentals of Enzymology: The Cell and Molecular Biology of Catalytic Proteins (Third изд.). USA: Oxford University Press. ISBN 019850229X.
- Eric J. Toone (2006). Advances in Enzymology and Related Areas of Molecular Biology, Protein Evolution (Volume 75 изд.). Wiley-Interscience. ISBN 0471205036.
- Branden C; Tooze J. Introduction to Protein Structure. New York, NY: Garland Publishing. ISBN 0-8153-2305-0.
- Irwin H. Segel. Enzyme Kinetics: Behavior and Analysis of Rapid Equilibrium and Steady-State Enzyme Systems (Book 44 изд.). Wiley Classics Library. ISBN 0471303097.

## Spoljašnje veze
- 6-methylsalicylate+decarboxylase на 